# Radio (песня Дариуса Ракера)
«Radio» — песня американского кантри-певца Дариуса Ракера, вышедшая 22 июля 2013 года в качестве третьего сингла с его четвёртого студийного альбома True Believers (2013).

## История
«Radio» дебютировал на позиции № 54 американском хит-параде Billboard Country Airplay в дату 3 августа 2013 года.
Сингл получил положительные и умеренные отзывы музыкальных критиков и интернет-изданий:  Roughstock, Country Weekly, Taste of Country.

## Чарты

### Еженедельные чарты
| Чарт (2013-14)                      | Высшая позиция |
| ----------------------------------- | -------------- |
| Канада (Billboard Canadian Hot 100) | 82             |
| Канада (Billboard Country)          | 6              |
| США (Billboard Hot 100)             | 65             |
| США (Billboard Hot Country Songs)   | 14             |
| США (Billboard Country Airplay)     | 4              |

### Годовые итоговые чарты
| Чарт (2013)                       | Позиция |
| --------------------------------- | ------- |
| США Hot Country Songs (Billboard) | 94      |
| США Country Airplay (Billboard)   | 66      |

| Чарт (2014)                       | Позиция |
| --------------------------------- | ------- |
| США Hot Country Songs (Billboard) | 74      |
| США Country Airplay (Billboard)   | 61      |